# Anumeta arenosa
Anumeta arenosa là một loài bướm đêm trong họ Erebidae.